# Willibrordkerk (Borger)
De Willibrordkerk in de Drentse plaats Borger is een monumentale kerk, waarvan de toren uit het begin van de 14e eeuw stamt. Zowel het kerkgebouw als de kerktoren is erkend als rijksmonument.

## Beschrijving

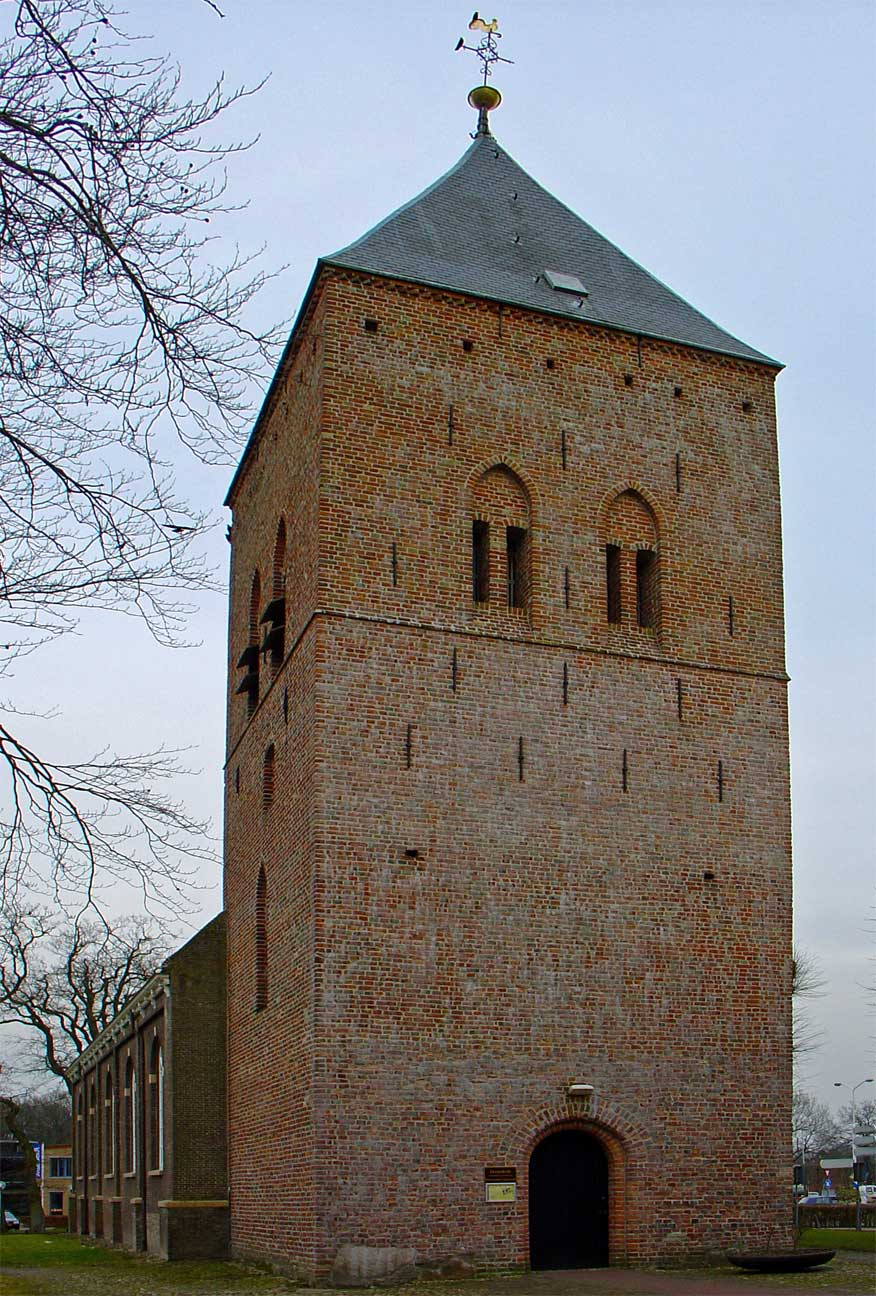
De middeleeuwse toren van de kerk in Borger

De Willibrordkerk in Borger werd gebouwd in 1826 als vervanger van de oude middeleeuwse kerk op die plaats. De oude kerk was dermate vervallen dat afbraak noodzakelijk was. Alleen de kerktoren bleef gehandhaafd. Het 19e-eeuwse kerkgebouw, een in neoclassicistische stijl gebouwde Waterstaatskerk, is een eenvoudige, driezijdig gesloten zaalkerk. Een gedenksteen met de tekst: Door hulp van God en een vlijtige hand, bragt men in 1826 deze kerk weer tot stand herinnert aan deze nieuwbouw. Het in 1979 gerestaureerde kerkorgel werd in 1855 vervaardigd door de Groninger orgelbouwer H.E. Freytag.
De toren staat op een fundament van granieten zwerfstenen en is gebouwd van kloostermoppen. De toren bestaat uit twee geledingen. De eerste geleding is, met uitzondering van de relatief kleine ronde toegangsdeur aan de westzijde, geheel gesloten. In de tweede geleding bevinden zich aan drie zijden galmgaten in nissen met spitsbogen. Het mechanische torenuurwerk is van smeedijzer en dateert uit 1660. De toren wordt bekroond met een tentdak met op de punt een windvaan.
Op het kerkhof bij de kerk staat een monument voor Aaldert Stevens, die van 1824 tot 1857 onderwijzer in Borger was.
In 1976 werd de kerk onderdeel van het naastgelegen multifunctionele complex, dat het eerst gemeentehuis was en daarna ontmoetingscentrum. Met een ondergrondse gang werden beide complexen aan elkaar verbonden.